# Salleri (Solukhumbu)
Salleri (Nepali सल्लेरी) ist ein Dorf und ein ehemaliges Village Development Committee (VDC) im Distrikt Solukhumbu der Provinz Koshi in Ost-Nepal.
Salleri liegt im Hochhimalaya, 65 km südsüdwestlich vom Mount Everest. Es liegt im oberen Flusstal des Solu Khola und umfasst im Wesentlichen die Orte Salleri und Phaplu.
In Salleri liegt die Distriktverwaltung. Der Flugplatz Phaplu Airport befindet sich nördlich vom Ort Salleri. Salleri ist über eine Straße vom Flusstal des Sunkoshi her erreichbar.
Seit Ende 2014 ist Salleri Teil der neu gegründeten Stadt Dudhkunda.

## Einwohner
Das VDC Salleri hatte bei der Volkszählung 2011 6590 Einwohner (davon 3183 männlich) in 1682 Haushalten.

## Dörfer und Weiler
Salleri besteht aus mehreren Dörfern und Weilern. 
Die wichtigsten sind:
- Phaplu (2520 m ⊙)
- Salleri (2460 m ⊙)